# Черемных, Владимир Петрович
Владимир Петрович Черемных (1924 — 2004) — советский военный деятель, генерал-лейтенант, писатель.

## Биография
Владимир Петрович Черемных родился 2 марта 1924 года в селе Нердва. В 1941 окончил среднюю школу, до призыва в армию работал на заводе Народного комиссариата боеприпасов СССР. 
В августе 1942 направлен в Черкасское пехотное училище, эвакуированное в Свердловск, окончив сокращённый курс которого в мае 1943. С августа того же года участвовал в боях на Северо-Кавказском, 1-м и 4-м Украинских фронтах в должности командира взвода и роты, начальника штаба стрелкового батальона, первого помощника начальника штаба полка. Во время войны был трижды ранен. В послевоенные годы служил в Прикарпатском военном округе, окончил Военную академию имени М. В. Фрунзе и преподавал тактику на курсах «Выстрел» в Солнечногорске. 
С 1953 по 1965 год проходил службу в Ленинградском военном округе, главным образом в Оперативном управлении штаба округа. 
С 1965 по 1967 учился в Военной академии Генерального штаба, которую окончил с золотой медалью. 
С 1967 по 1972 служил на Дальнем Востоке, командовал мотострелковой дивизией, был начальником Оперативного управления штаба округа. 
С конца 1972 по июнь 1976 проходил службу в качестве военного специалиста в 11-й мотострелковой дивизии Национальной народной армии ГДР, с 1976 по 1986 в должности первого заместителя начальника штаба Ленинградского военного округа. С 1980 по 1982 являлся военным советником начальника Генерального штаба Вооружённых сил Демократической Республики Афганистан, первым заместителем главного военного советника. 
Осенью 1986 уволен из армии по выслуге лет, занялся публицистической деятельностью.

### Звания
- капитан, 1940-е;
- полковник;
- генерал-майор, 29 апреля 1970;
- генерал-лейтенант, 1 ноября 1980.

### Награды
Награждён пятью боевыми орденами и девятнадцатью медалями, а также двумя орденами и пятью медалями иностранных государств.

## Публикации
- Черемных В. П. В боевой цепи. 1983.
- Черемных В. П. Ничейной земли не бывает. В боях безвестных. 1986.
- Черемных В. П. Нейтральной полосы нет. На земле, в небесах и на море. (Вып. 8). — М.: Воениздат, 1986.
- Черемных В. П. Афганистан глазами мушавера. Из дневников бывшего военного советника начальника Генерального штаба Вооружённых сил Афганистана. — Л., 1990. — 48 с.
- Черемных В. П. Спецрейс из Кабула. — М.: «ЛИО "Редактор"», 1994. — 71 с.[3]
- Черемных В. П. Не по сценарию Москвы. Афганистан. Первые годы трагедии. КЛИНТ, 1995. ISBN 5-85331-022-4.[4]